# Tangara des palmiers
Thraupis palmarum
Espèce
Répartition géographique
Statut de conservation UICN

 LC  : Préoccupation mineure
Le Tangara des palmiers (Thraupis palmarum) est une espèce de passereaux appartenant à la famille des Thraupidae, endémique de l'écozone néotropicale.

## Habitat
Il habite des zones semi-ouvertes, dont les champs et les jardins.

## Nidification
Il construit son nid volumineux dans un arbre, habituellement un palmier, ou sous l'avant-toit d'une maison, et la femelle couve trois, parfois deux œufs, bruns marbrés de crème, pendant 14 jours, avec 17 autres jours nécessaires pour l'acquisition des plumes.

## Description
Adulte, il mesure 19 cm de long et pèse 36 g. Son plumage est gris terne et vert-olive. Les plumes de vol sont noirâtres, et sa longue queue noirâtre est bordée de vert. Une barre jaune est visible en vol sous les ailes. Les deux sexes sont similaires, bien que les femelles puissent être quelque peu plus pâles.
Le chant de cette espèce est rapide et grinçant.

## Comportement
C'est un oiseau social.

## Alimentation
Cette espèce mange une grande variété de petits fruits. Ils se nourrit aussi régulièrement de nectar et d'insectes, y compris de chenilles.

## Répartition et sous-espèces

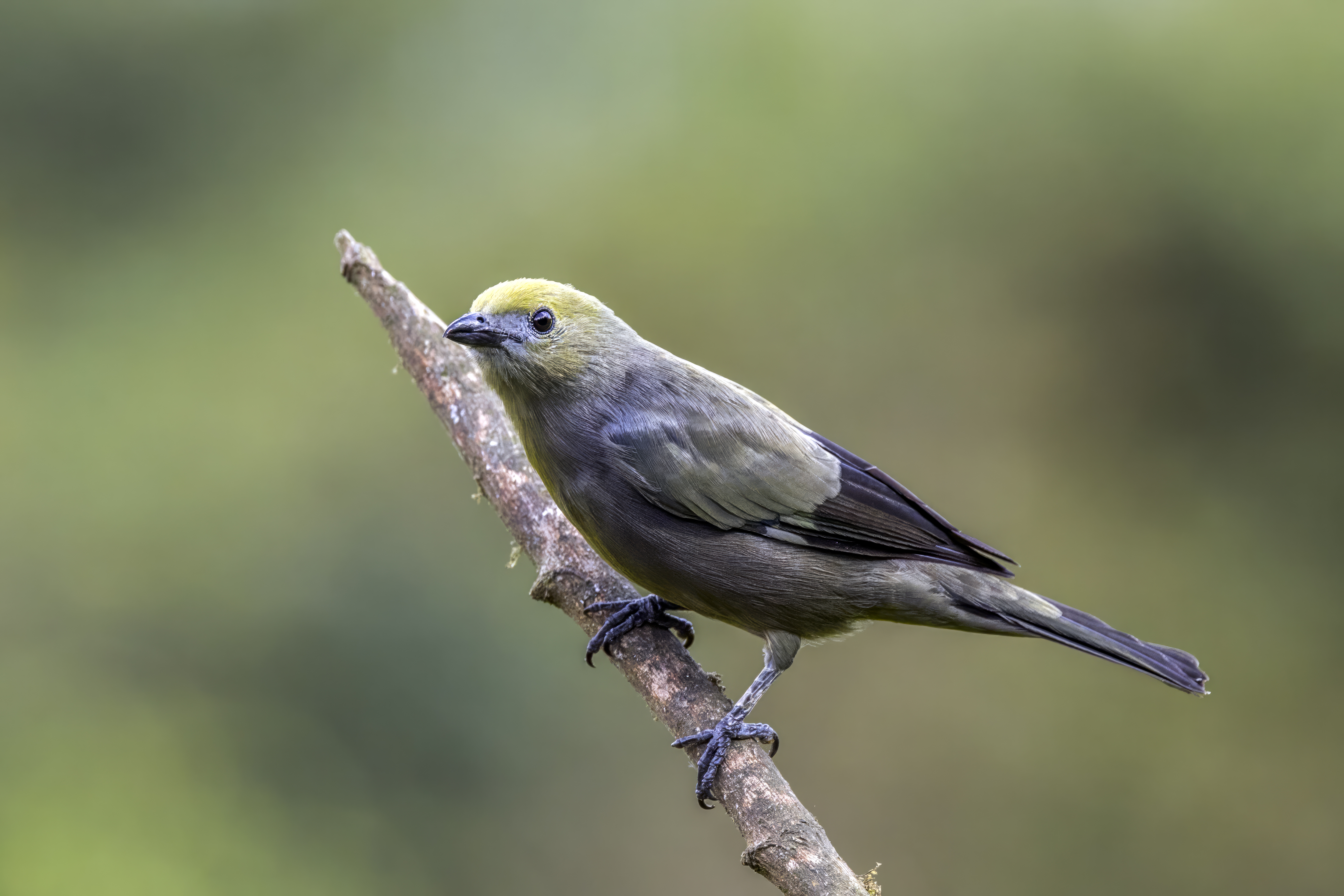
La sous-espèce T. p. melanoptera.

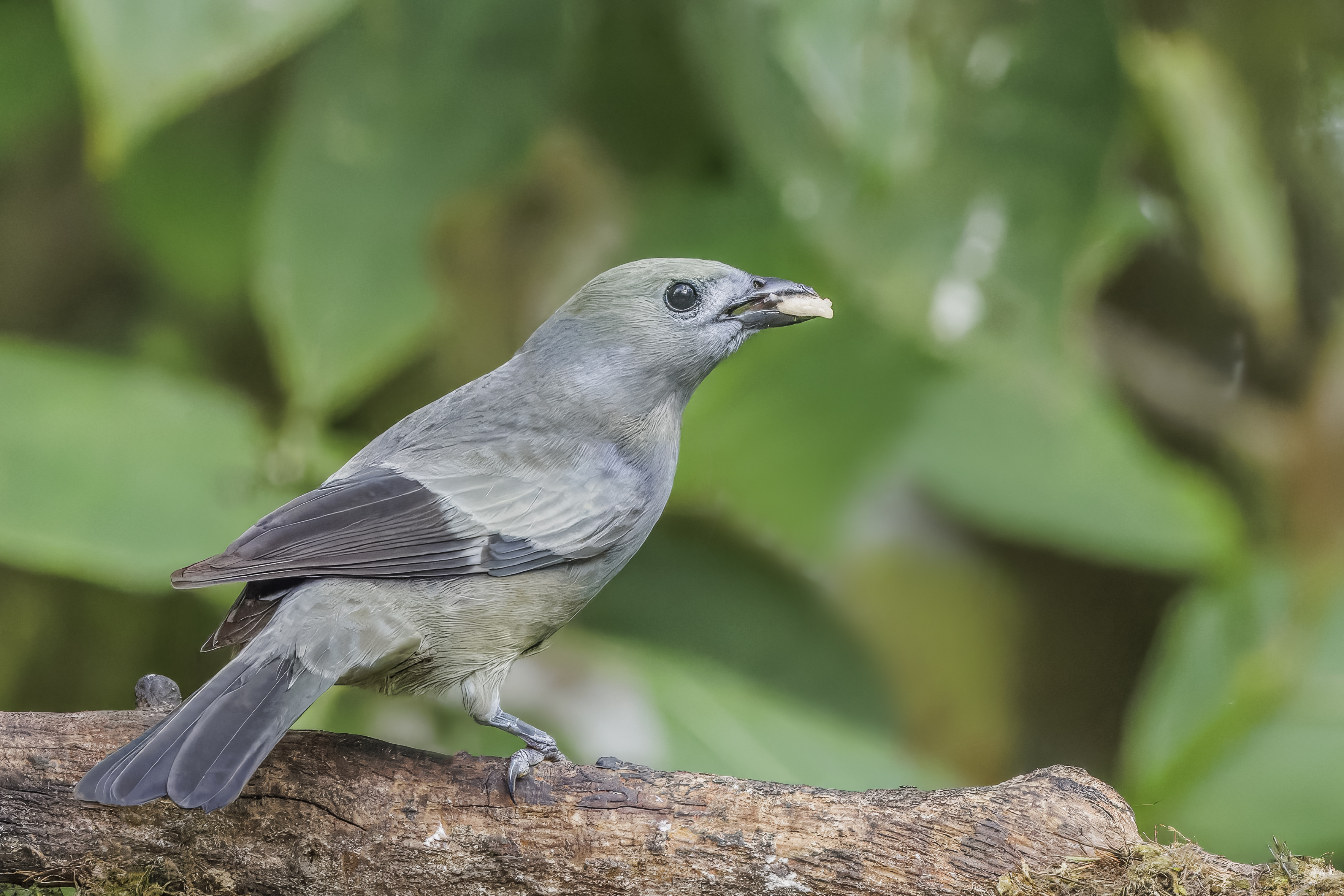
La sous-espèce T. p. violilavata.

Selon la classification de référence du Congrès ornithologique international (15.1, 2025) il se répartit en quatre sous-espèces (ordre phylogénique) :
- T. p. atripennis Todd, 1922 — de l'est du Nicaragua au nord-ouest du Venezuela ;
- T. p. violilavata (Berlepsch & Taczanowski, 1884) — El Chocó ;
- T. p. melanoptera (Sclater, 1857) — Amazonie, Trinité-et-Tobago ;
- T. p. palmarum (Wied-Neuwied, 1821) — est du Brésil.